# Estivada
L'Estivada (prononcer [esti'βaδɔ]) est un festival pan-occitan, pluridisciplinaire, populaire et gratuit, indépendant et engagé dans la société d’aujourd’hui qui se déroule chaque année à la fin du mois de juillet sur la commune de Sébazac-Concourès.

## Présentation de l'Estivada
L'Estivada est un festival occitan populaire centré sur la langue et la culture occitane et ses expressions multiples. 
On retrouve chaque jour une programmation éclectique à destination de tous publics : enfants comme adultes, occitanophones ou non, passionnés ou simples curieux. 
De nombreuses formes d’expression artistique sont valorisées : musiques, chants, littérature, théâtre, poésie, conte, cinéma, graffiti...
Un « vilatge occitan » se tient également avec de nombreux éditeurs venus des quatre coins de l'Occitanie ainsi que des stands d'associations occitanes. Des animations diverses sont proposées tout au long du festival au sein de ce vilatge.
Un espace de restauration est alimenté par la présence d'agriculteurs producteurs fermiers aveyronnais, et d'autres producteurs locaux.

## Histoire de l'Estivada
Les premiers jalons de ce que deviendra l'Estivada sont posés en 1995 à l’initiative de la Ville de Rodez.
Dès son origine l'Estivada se veut une grande fête de la culture occitane, l'animation estivale de Rodez est placée sous le signe de l'Occitanie. 
Le festival Estivada est né en cœur de ville, place Foch, son développement s'est ensuite poursuivi dans le jardin du Foirail jusqu'en 2010.

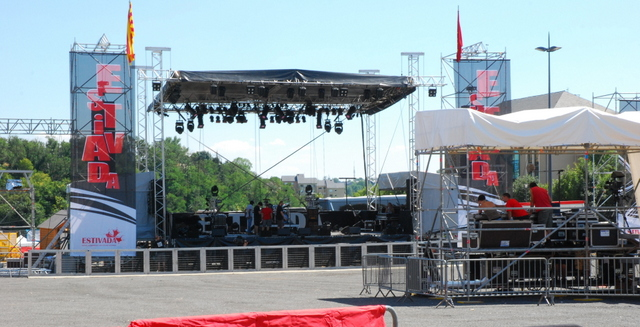
Grde Scène ESTIVADA 2012

De 2006 à 2015, Org & Com (Association de promotion culturelles artistiques Occitanes) a eu la charge d'organiser le festival Estivada de Rodez.

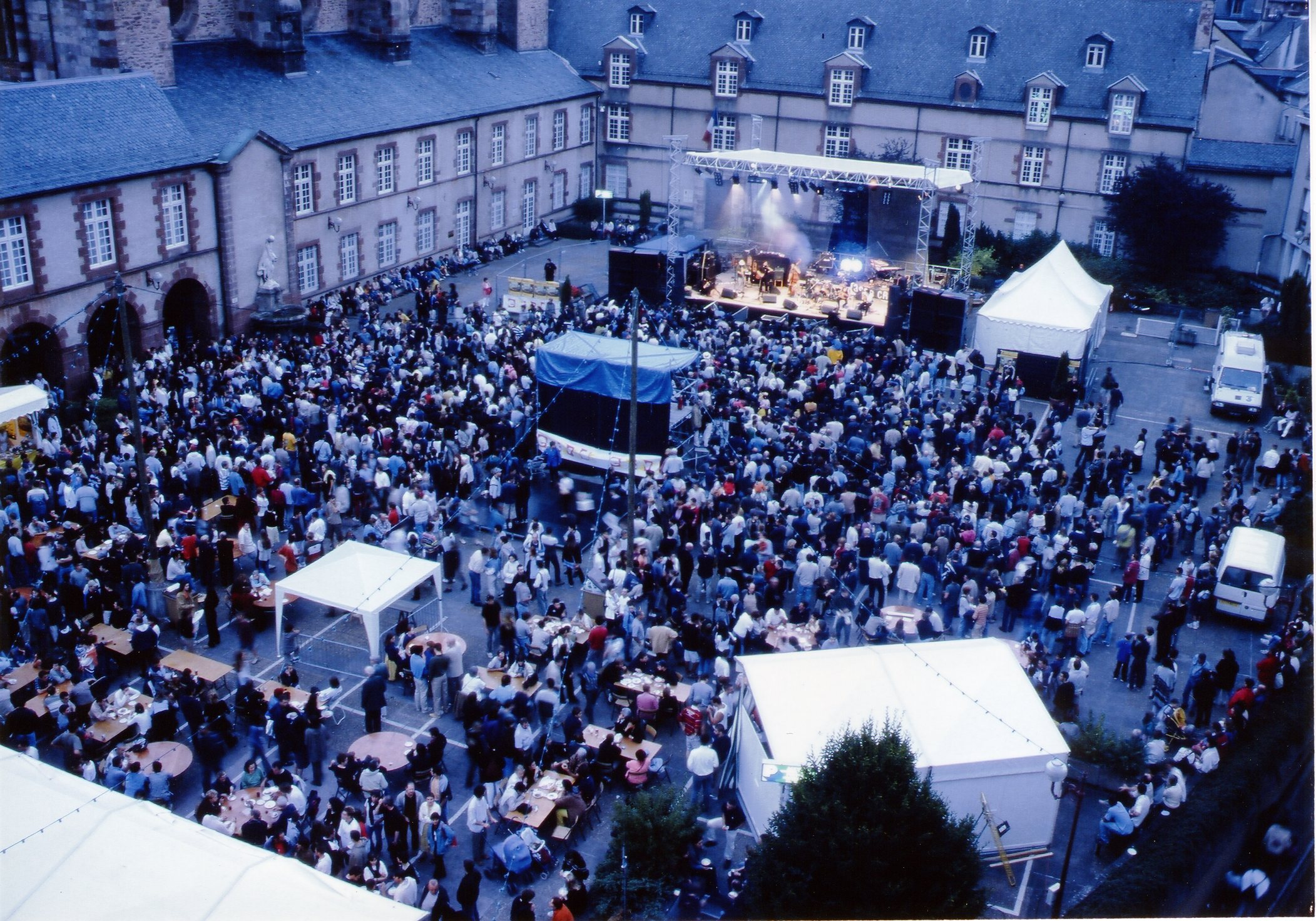
Grde Scène 2001 Place Foch

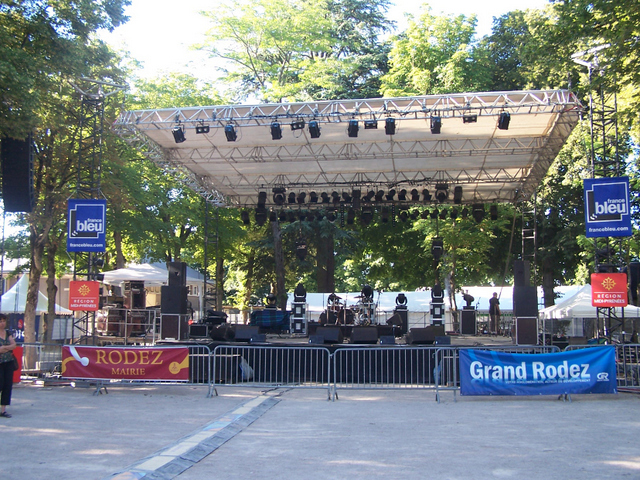
Grde Scène ESTIVADA 2003

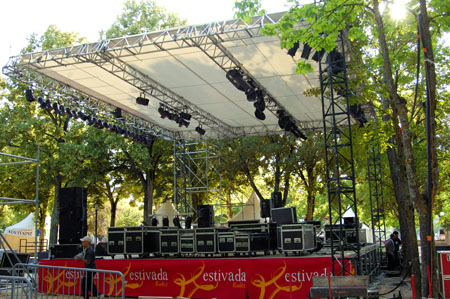
Grde Scène ESTIVADA 2004

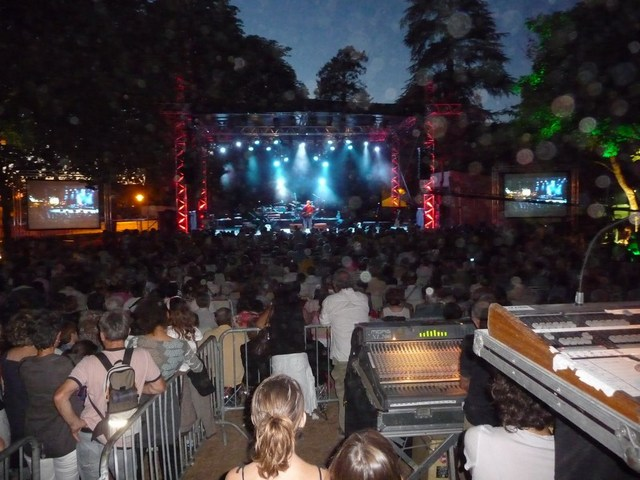
Grde Scène ESTIVADA 2010

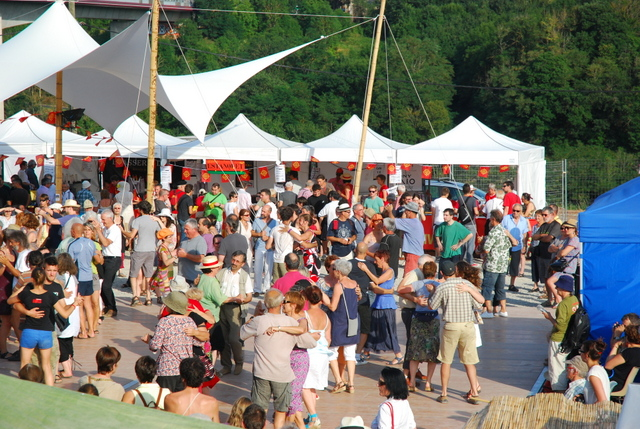
Balèti ESTIVADA 2012

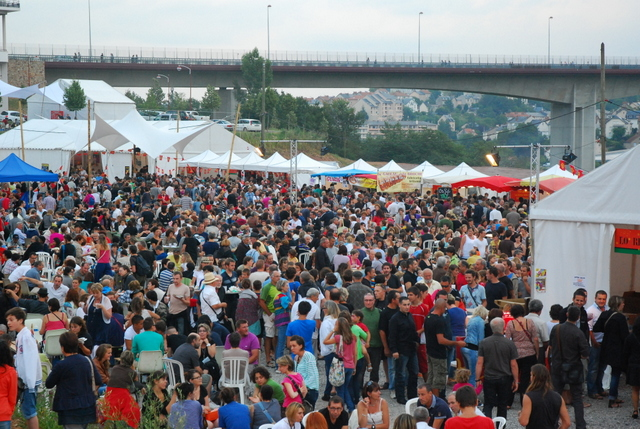
Village ESTIVADA 2012

De 2010 à 2015 l'ensemble des spectacles produits à l'Estivada fait l'objet d'une captation vidéo professionnelle par le collectif Dètz.
L'objectif est triple : permettre aux artistes de pouvoir bénéficier d'outils efficaces au service de leur stratégie de diffusion, contribuer à enrichir un fonds archivé sur le patrimoine artistique occitan et alimenter l'inter-plateau de la grande scène.
- 2011 - En raison des travaux sur l'esplanade et le jardin du Foirail (construction du Multiplexe et du musée Soulages) l'Estivada se déplace dans le quartier de Bourran (me. 27 au di. 31/07).
La région Poitou-Charentes, au titre de la Charente limousine, a décidé de rejoindre cette inter-régionalité, il est historique que l'ensemble des régions d'Occitanie se trouve réuni dans un même projet, une même action.
- 2012 - En raison de difficultés de circulation, le festival se déplace dans le val de Bourran. L'Estivada est devenue un gros festival comptant dans les festivals de renommée nationale. C'est le seul point de rencontre de toute l'Occitanie, de Bordeaux à Coni (Italie) et de Montluçon à Vielha (Espagne) venant démontrer, sʼil en était besoin, que la culture occitane est bien vivante et en mouvement. L'Estivada regroupait l'ensemble des territoires occitans répartis sur 3 pays (France, Italie, Espagne). Les quatre régions du Sud de la France y participaient : (Occitanie, Nouvelle-Aquitaine, Provence-Alpes-Côte d'Azur, Auvergne-Rhône-Alpes).
- 2013 - L’Estivada poursuit son chemin avec une programmation pour tous les publics, toutes les générations. Une tempête écourta la fin du festival.
- 2014 - Présence du groupe punk breton les Ramoneurs de Menhirs.
- 2015 - En raison de la baisse des subventions, l'édition 2015 sera plus modeste.
- 2016 - Org & Com, estimant que les conditions ne sont plus réunies pour organiser une Estivada digne de ce nom abandonne l'organisation. La ville de Rodez reprend le festival en régie directe ; réduit la durée de 4 à 3 jours, augmente les tarifs d'emplacement dévolus au commerce. Le pari de la nouvelle équipe : proposer à des artistes de créer un spectacle original chaque soir. Un travail d'accompagnement afin d'accueillir les artistes au travers de résidences dans la ville. Ce projet sera soutenu par la MJC de Rodez et le conservatoire de musique départemental.
- 2018 - Participation de Francis Cabrel, qui chante et parle également l'occitan. Il écrit à cette occasion une chanson en occitan spécialement pour cette édition.
- 2022 - La Ville de Rodez a eu l’opportunité de devenir propriétaire du site des Haras nationaux de Rodez. La dernière édition de l'Estivada à Rodez se déroulera aux Haras nationaux de Rodez. 
- 2023 - La Ville de Rodez, accompagnée d’un partenaire national, souhaite créer un "festival de dimension Nationale": La F'Estivada. À l'annonce de la transformation de l'Estivada en festival à thème extérieur à l'univers occitan, une pétition en ligne, "Gardarem l'Estivada" (Nous garderons l'Estivada), est montée et adressée au Maire de Rodez. Cette pétition qui recueille 5542 signatures n'infléchit pas les décisions prises.
- 2024 - L'Association La Gardarem décide de repartir de zéro en montant une édition spéciale : la Nòv'Estivada qui est accueillie par la ville de Sébazac-Concourès. Cette édition historique est l’occasion de poser les bases d’un nouvel élan pour un festival résolument pan-occitan, pluridisciplinaire, populaire et gratuit, indépendant et engagé dans la société d’aujourd’hui. Une formule exceptionnelle pour permettre à chacun de se réapproprier ce festival en pleine Convivéncia. Cette Convivéncia, que l’on pourrait traduire en français comme l’art de vivre ensemble dans le respect de l’altérité est à la fois le point de départ et l’ambition majeure du modèle de festival que nous voulons développer. En plus des festivités habituelles, des tables rondes et des débats sont mis en place pour réfléchir à l'Estivada de demain de façon collective et démocratique. Plus de 1500 festivaliers ont participé à cet événement.
- 2025 - Suite aux réflexions menées depuis la Nòv'Estivada de 2024, le collectif La Gardarem signe le grand retour de l'Estivada les 24, 25 et 26 juillet toujours sur la commune de Sébazac-Concourès.

### Directeurs
- 1995 et 1996 : ?
- 1997 à 2008 : Christian Grenet, assisté sur le volet programmation de Guillaume Lopez et Bernard Cauhapé
- 2009 à 2015 : Patrick Roux
- 2016 à 2022 : Stefane Alberny
- à partir de 2024 : Collectif La Gardarem

## Programmation

### 2025: les 24, 25 et 26 juillet
| -     | Mòstra Marcel Delpastre              | Hall de La Dolina |
| 10h30 | Talhièr ràdio                        | Canton mèdias     |
| 14h   | Documentari L'ai facha !             | Cinèma            |
| 15h   | Rencontre Vent Terral                | Vilatge           |
| 16h   | Talhièr grafiti amb JC. Codèrc       | La prada          |
| 16h30 | Rencontre Franc Bardòu e Tròba Vox   | Vilatge           |
| 16h30 | Talhièr gravadura amb D. Mir         | Vilatge           |
| 16h30 | Cornamusas peus nuls - JM. Espinasse | La Dolina         |
| 18h   | Inauguracion Estivada                | Terrassa          |
| 19h   | Aperò-concèrt amb Chabraille         | Terrassa          |
| 21h   | Concèrt amb Arredalh Quintet         | La Dolina         |

| -     | Mòstra Marcel Delpastre                 | Hall de La Dolina   |
| 9h30  | Fòrum "actors e collectivitats"         | Salle des Tourettes |
| 10h   | Ives Roqueta per P. Couffin             | La Dolina           |
| 10h   | Talhièr gravadura amb D. Mir            | Vilatge             |
| 10h   | Talhièr ràdio                           | Canton mèdias       |
| 10h   | Passejada                               | Camin               |
| 10h30 | Rencontre J. Ubaud                      | Vilatge             |
| 10h30 | Talhièr danças trad                     | La Dolina           |
| 11h30 | Contes enfants per P. Kamakine          | Pargue              |
| 11h30 | Aperitiu literari del CIRDÒC            | Vilatge             |
| 12h30 | Inauguracion mòstra de La PÈL           | La vòlta            |
| 13h30 | Film Le(i)s inaudibles de D.Mir         | Cinèma              |
| 14h   | Trio Rosalina                           | Glèisa              |
| 14h   | Presentacion Editions des Régionalismes | Vilatge             |
| 15h   | Iniciacion quilhas de 8                 | La prada            |
| 15h30 | Presentacion Brigalhs mosaïcs           | Vilatge             |
| 16h   | Reciclatge per JL. Cortial              | La Dolina           |
| 16h   | Crin-Crau per l'IEO Lemosin             | Cinèma              |
| 16h   | Talhièr grafiti amb JC. Codèrc          | La prada            |
| 17h   | Conte Montanha negra amb l'Ostal Bodon  | Vilatge             |
| 18h   | Balèti amb lo duò Vidal                 | La Dolina           |
| 19h   | Aperò-concèrt amb Zine Trobairitz       | Terrassa            |
| 21h   | Concèrt de Liame                        | Empont bèl          |
| 23h   | Concèrt de Guillaume Lopez Trio         | Empont bèl          |
| 0h30  | Ressopet-concèrt de Bogianen            | La Dolina           |

| -     | Mòstra Marcel Delpastre                           | Hall de La Dolina   |
| 9h30  | Fòrum "territòris numerics"                       | Salle des Tourettes |
| 9h30  | Passejada                                         | Camin               |
| 10h   | Talhièr dança pels pichons amb Zine               | Pargue              |
| 10h   | Talhièr ràdio                                     | Canton mèdias       |
| 10h   | Mòstra de La PÈL                                  | La vòlta            |
| 10h   | Presentacion de l'òbra de Jòrgi Gròs              | Vilatge             |
| 10h   | Film sus Jean-Marc Siméonin                       | Cinèma              |
| 10h   | Talhièr cosina amb JM. Caunet                     | Vilatge             |
| 10h30 | Talhièr danças trad                               | La Dolina           |
| 11h30 | Contes amb F. Mercadier                           | Pargue              |
| 11h30 | Aperitiu literari del CIRDÒC                      | Vilatge             |
| 14h   | Talhièr gravadura amb D. Mir                      | Vilatge             |
| 14h   | Lecturas de Sèrgi Carles e Isabelle Raynal-Delcol | Salle des Tourettes |
| 14h   | Vidèos amb ÒCtele                                 | Cinèma              |
| 15h   | Iniciacion quilhas de 8                           | La prada            |
| 15h   | Talhièr escritura amb P. Kamakine                 | Vilatge             |
| 15h30 | Mans de Breish canta Joan Bodon                   | La Dolina           |
| 16h   | Rencontre D. Mir / F. Mercadier                   | Vilatge             |
| 16h   | Talhièr grafiti amb JC. Codèrc                    | La prada            |
| 17h   | Conte Montanha negra amb l'Ostal Bodon            | Vilatge             |
| 17h   | Vidèos amb Aert'Òc                                | Cinèma              |
| 18h   | Balèti amb Les Barreaux Verts                     | La Dolina           |
| 19h   | Aperò-concèrt amb Las Brunetas                    | Terrassa            |
| 21h   | Concèrt FUR                                       | Empont bèl          |
| 23h   | Concèrt de Papà Gahús                             | Empont bèl          |
| 0h30  | Ressopet-concèrt de Varalh Prod                   | La Dolina           |

### 2016
Du jeudi 21 juillet au samedi 23 juillet dans toute la ville.
|                     | Scène Baléti                      | Grande Scène | Scène MDC  | Scène MJC           | Scène Cap Cinéma                                                             | Scène Cabaret  |
| Jeudi 21 juillet    | Cap Levat                         | Creation originale autour de Paulin Courtial et Alidé Sans | Domino     | Balat Ciné concert  | Massilia Sound Systeme le Film en présence de Christian Philibert et Papet J | Papet J        |
| Vendredi 22 juillet | Tournicoton / Antoine Charpentier | LIONEL SUAREZ AND OC' Avec ses invités : Mouss et Hakim, Art Mengo, Jehan, Claude Marti , La mal coiffée, Pierre François Duffour, Xavier Tribolet, Hakim Bourname... | Conférence | Théâtre de la Rampe | Paisans de roergue avec la présence de Paulette et André                     | Bal Pop Tronic |
| Samedi 23 juillet   | Jojo / Feu Follet                 | Grand Bal pour tous avec : Claude Sicre, Les Bombes de bal, les cousins du quercy, Xavier Vidal, Lionel Suarez                                                        | Conférence | Marilis Orionaa     | Mini Festival du court Oc'                                                   | Dia            |

### 2012
Du mercredi 25 au dimanche 29 juillet au Val de Bourran. 
|                     | Val de Bourran                                                                | Salle des Fêtes | MJC                | Chapelle Royale                  |
| Mercredi 25 juillet | Castanha é Vinovèl - Lou Seriol - Massilia Sound System                       | L'Escabot       |                    |                                  |
| Jeudi 26 juillet    | La Clèda - La Mal Coiffée - Moussu T e lei Jovents                            | Mans de Breish  | Fòrabandit         | Conte 1944, mémoire en Margeride |
| Vendredi 27 juillet | Los D’a Roier - OK ! Brigada International - Mascarimirì Gitanistan Orchestra | Gaël Hemery     | Lou Dàvi & Pythéas | Couté e Brassens                 |
| Samedi 28 juillet   | La Pèiro Douso - Goulamas’k - Zebda                                           | Paratge         | Entre 2 Aguas      | Cap (cordes, anches, peaux)      |
| Dimanche 29 juillet | Patric - Grail'Oil                                                            | Feliu Ventura   |                    |                                  |